# Grand Prix de la FIDE femení 2019–2021
L'edició 2019-2021 del Grand Prix femení de la FIDE va ser una sèrie de quatre tornejos d'escacs exclusivament per a dones que seleccionava dues de les jugadores que jugarien al Torneig de Candidates Femení de 2022. La guanyadora del Torneig de Candidates jugaria un matx de 12 partides contra la campiona del món al Campionat del Món Femení d'Escacs 2022.
Aquest és el cinquè cicle de la sèrie del Grand Prix. La jugadora número u mundial, Hou Yifan, que va guanyar les tres primeres edicions del Grand Prix, no hi va poder jugar a causa dels seus estudis a la Universitat d'Oxford.

## Jugadores
La FIDE va publicar les 16 jugadores que hi participarien el juliol de 2019.
| Convidat               | País            | Elo (juliol 2019) |
| ---------------------- | --------------- | ----------------- |
| Ju Wenjun              | R.P. de la Xina | 2595              |
| Aleksandra Goriàtxkina | Rússia          | 2564              |
| Humpy Koneru           | Índia           | 2558              |
| Maria Muzitxuk         | Ucraïna         | 2551              |
| Katerina Lahnò         | Rússia          | 2549              |
| Anna Muzitxuk          | Ucraïna         | 2547              |
| Aleksandra Kosteniuk   | Rússia          | 2517              |
| Nana Dzagnidze         | Geòrgia         | 2511              |
| Valentina Gúnina       | Rússia          | 2497              |
| Dronavalli Harika      | Índia           | 2492              |
| Alina Kaixlínskaia     | Rússia          | 2492              |
| Zhao Xue               | R.P. de la Xina | 2485              |
| Pia Cramling           | Suècia          | 2479              |
| Antoaneta Stéfanova    | Bulgària        | 2474              |
| Elisabeth Pähtz        | Alemanya        | 2473              |
| Marie Sebag            | França          | 2451              |
| Zhansaya Abdumalik R   | Kazakhstan      | 2458              |
| Dinara Saduakassova R  | Kazakhstan      | 2474              |
| Irina Bulmaga R        | Romania         | 2435              |
| Gunay Mammadzada R     | Azerbaidjan     | 2427              |

R A causa de les restriccions de viatge dels ciutadans xinesos a causa de l'epidèmia de coronavirus, Zhao Xue no va poder participar al torneig de Lausana del Gran Premi. Va ser substituïda per Zhansaya Abdumalik. Per al WGP de Gibraltar, Koneru, Ju, Zhao i Sebag van ser substituïdes per Zhansaya Abdumalik, Dinara Saduakassova, Irina Bulmaga i Gunay Mammadzada. Aquestes jugadores substitutes no eren elegibles per als llocs de Candidates.

## Taula i resultats
| No. | Seu              | Data                           | Guanyadora                                               | Punts (guanyades/taules/perdudes)         |
| --- | ---------------- | ------------------------------ | -------------------------------------------------------- | ----------------------------------------- |
| 1   | Skólkovo, Rússia | 10-23 de setembre de 2019      | Humpy Koneru                                             | 8/11 (+5=6-0)                             |
| 2   | Mònaco           | 2-15 de desembre de 2019       | Aleksandra Kosteniuk Humpy Koneru Aleksandra Goriàtxkina | 7/11 (+5=4-2) 7/11 (+4=6-1) 7/11 (+5=4-2) |
| 3   | Lausana, Suïssa  | 1-14 de març de 2020           | Nana Dzagnidze Aleksandra Goriàtxkina                    | 7/11 (+4=6-1) 7/11 (+3=8-0)               |
| 4   | Gibraltar        | 22 de maig - 2 de juny de 2021 | Zhansaya Abdumalik                                       | 8,5/11 (+6=5-0)                           |

El quart torneig del Gran Premi, prevista inicialment del 2 al 15 de maig de 2020 a Sardenya, va ser ajornada per la FIDE a causa de la pandèmia de Coronavirus en curs. La FIDE va anunciar que el quart esdeveniment del Gran Premi Femení s'havia de celebrar a Gibraltar del 17 al 29 de gener de 2021, però després es va ajornar de nou pel 22 de maig al 2 de juny de 2021.

## Classificació del Gran Premi
Es van atorgar 160 punts de Gran Premi per a la 1ra, 130 per a la 2a, 110 per a la 3ra i després en salts de 10 des de 90 per a la 4ta fins a 10 per al 12è lloc. Si les jugadores acabaven empatades a punts, els punts d'aquests llocs es repartien per parts iguals.
Com que Goriàtxkina ja estava classificada per al Torneig de Candidates, la tercera classificada es va classificar en lloc d'ella. Les substitutes (en cursiva) no eren elegibles per optar als candidats.
| Rank | Player                       | Skolkovo | Monaco | Lausanne | Gibraltar | Total |
| ---- | ---------------------------- | -------- | ------ | -------- | --------- | ----- |
| 1    | Aleksandra Goriàtxkina (RUS) | 120      | 133⅓   | 145      | -1        | 398⅓  |
| 2    | Humpy Koneru (IND)           | 160      | 133⅓   | -1       | -1        | 293⅓  |
| 3    | Katerina Lahnò (RUS)         | 90       | 90     | -1       | 100       | 280   |
| 4    | Zhansaya Abdumalik (KAZ)     | -1       | -1     | 110      | 160       | 270   |
| 5    | Nana Dzagnidze (GEO)         | -1       | 35     | 145      | 75        | 255   |
| 6    | Maria Muzitxuk (UKR)         | -1       | 60     | 60       | 130       | 250   |
| 7    | Anna Muzitxuk (UKR)          | -1       | 80     | 85       | 60        | 225   |
| 8    | Alexandra Kosteniuk (RUS)    | 45       | 133⅓   | 15       | -1        | 193⅓  |
| 9    | Dronavalli Harika (IND)      | 60       | 60     | 60       | -1        | 180   |
| 9    | Alina Kashlinskaya (RUS)     | 45       | -1     | 85       | 50        | 180   |
| 11   | Elisabeth Paehtz (GER)       | 75       | 20     | -1       | 75        | 170   |
| 12   | Ju Wenjun (CHN)              | 120      | -1     | 35       | -1        | 155   |
| 13   | Valentina Gunina (RUS)       | 75       | 10     | -1       | 35        | 120   |
| 13   | Antoaneta Stefanova (BUL)    | 25       | -1     | 60       | 35        | 120   |
| 15   | Pia Cramling (SWE)           | 10       | 60     | 35       | -1        | 105   |
| 16   | Gunay Mammadzada (AZE)       | -1       | -1     | -1       | 100       | 100   |
| 17   | Marie Sebag (FRA)            | 25       | -1     | 15       | -1        | 40    |
| 18   | Zhao Xue (CHN)               | -1       | 35     | -1       | -1        | 35    |
| 19   | Dinara Saduakassova (KAZ)    | -1       | -1     | -1       | 20        | 20    |
| 20   | Irina Bulmaga (ROU)          | -1       | -1     | -1       | 10        | 10    |